# Reinmar de Haguenau
Reinmar de Haguenau (Reinmar von Haguenau) (Haguenau (Alsàcia), finals del segle xii - vers 1210) fou un trobador alemany (Minnesänger) conegut també com a Reinmar el Vell (Reinmar der Alte, en alemany).
Era contemporani de Walther von der Vogelweide, de qui tal vegada fou mestre i de bensegur un bon amic, com ho demostra la bella poesia que Walther li dedicà en la seva mort.
Exercí el seu art a Viena i és superior a la major part dels trobadors de l'època per la delicadesa del sentiment, sincera emoció, elegància de llenguatge i varietat de la inspiració.
Tractà amb igual mestria els afers amorosos, els místics i els guerrers i introduí algunes formes noves en la poesia alemanya.
En el Còdex Manesse es troben nombroses estrofes de Reinmar de Haguenau; Karl Lachmann i Moriz Haupt van incloure diverses estrofes a Des Minnesangs Frühling (4a edició, Leipzig, 1888).